# Паданг-Париаман
Паданг-Париаман (индон. Padang Pariaman) — округ в составе провинции Западная Суматра. Административный центр — город Парит-Малинтанг.

## География
Площадь округа — 1 328,79 км². На севере граничит с округом Агам, на востоке — с округами Танах-Датар и Солок, на юге — с территорией муниципалитета Паданг, на западе граничит с территорией муниципалитета Париаман и омывается водами Индийского океана.

## Население
Согласно переписи 2010 года, на территории округа проживало 391 056 человек.

## Административное деление
Территория округа Паданг-Париаман административно подразделяется на 17 районов (kecamatan):
| - Батанг-Анай - Батанг-Гасан - Энам-Линкунг - 2x11 Энам-Линкунг - Лубук-Алунг - 2x11 Каю-Танам - IV Кото-Аур-Малинтанг - V Кото-Кампунг-Далам - VII Кото-Сунгай-Сарик | - V Кото-Тимур - Нан-Сабарис - Паданг-Саго - Патамуан - Синтук-Тобох-Гаданг - Сунгай-Герингинг - Сунгай-Лимау - Улакан-Тапакис |